# Antiparalelogramo

Un antiparalelogramo

En geometría, un antiparalelogramo es un cuadrilátero que tiene, como un paralelogramo, dos pares opuestos de lados de longitud igual, pero en el que los lados de uno de los pares se cruzan entre sí.  El más largo de los dos pares de lados siempre serán los que se crucen. Los antiparalelogramos son también llamados contraparalelogramos o paralelogramos cruzados.
Un paralelogramo cruzado es un caso especial de un cuadrilátero cruzado con lados desiguales. Una forma especial del paralelogramo cruzado es el rectángulo cruzado, donde los bordes cortos son paralelos.

## Propiedades
Cada antiparalelogramo tiene un eje de simetría a través de su punto de cruce. Debido a esta simetría,  tiene dos pares de ángulos iguales así como dos pares de lados iguales. Junto con las cometas y los trapezoides isósceles, los antiparalelogramos forman una de las tres clases básicas de cuadriláteros con un eje de simetría. La envolvente convexa de un antiparalelogramo es un trapezoide isósceles, y cada antiparalelogramo puede ser formado por los lados no paralelos (o cualquier par de lados paralelos en el caso de un rectángulo) y las diagonales de un trapezoide isósceles.
Cada antiparalelogramo es un cuadrilátero cíclico, lo que significa que sus cuatro vértices están situados en un mismo círculo.

## Poliedros uniformes y sus duales
Muchos poliedros uniformes no convexos, incluyendo el tetrahemihexaedro, el cubohemioctaedro, el octahemioctaedro, el pequeño rombihexaedro, el pequeño icosihemidodecaedro, y el pequeño dodecahemidodecaedro, tienen antiparalelogramos como sus figuras de vértice, que son las secciones transversales formadas al cortar el poliedro por un plano que pase próximo a un vértice, perpendicularmente al eje entre el vértice y el centro.
Para poliedros uniformes de este tipo en los que las caras no pasan a través del punto del centro del poliedro, el poliedro dual tiene antiparalelogramos como caras; ejemplos de poliedros uniformes duales con antiparalelogramos en las caras incluyen el pequeño rombihexacron, el gran rombihexacron, el pequeño rombidodecacron, el gran rombidodecacron, el pequeño dodecicosacron, y el gran dodecicosacron. El antiparalelogramo que forma las caras de este poliedro uniforme dual es el mismo antiparalelogramo que forma la figura de vértice del poliedro uniforme original.

## Conexiones de cuatro barras
El antiparalelogramo ha sido utilizado como forma de conexión de cuatro barras, en la que cuatro barras rígidas de longitud fija (los cuatro lados del antiparalelogramo) pueden rotar con respecto a cada una de las otras mediante las rótulas colocadas en los cuatro vértices del antiparalelogramo.  En este contexto es también llamado una mariposa  o una conexión de lazo de pajarita. Como conexión,  tiene un punto de inestabilidad en que puede ser convertido en un paralelogramo y viceversa.

Fijando uno de los bordes cortos de un antiparalelogramo, al rotar la conexión el punto de cruce describe una elipse.

Si uno de los lados cortos (los que no se cruzan) de un antiparalelogramo se deja fijo, y los movimientos de conexión restantes pueden girar libremente, entonces el punto de cruce del antiparalelogramo describe una elipse que tiene los puntos extremos del lado fijo como sus focos. El otro lado corto en movimiento del antiparalelogramo tiene sus puntos extremos situados en los focos de una elipse móvil, formada por reflexión de la primera a través de la línea tangente a través del punto de cruce.

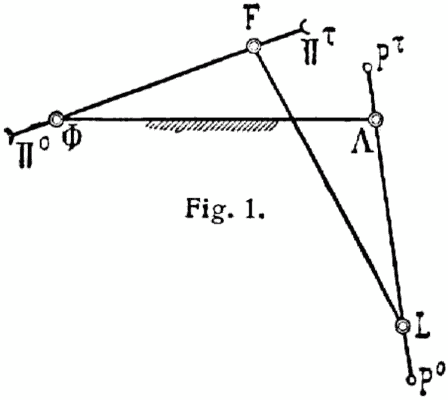
Un antiparalelogramo articulado con uno de sus bordes largos ΦΛ fijados como base. Los dos puntos F y L se mueven en círculos de igual radio pero en dirección opuesta.

Tanto para el paralelogramo como para el antiparalelogramo articulado, si uno de los lados largos (cruzado) de la conexión está fijado como base, las rótulas libres se mueven describiendo círculos iguales, pero en un paralelogramo se mueven en la misma dirección con velocidades iguales, mientras que en el antiparalelogramo se mueven en direcciones opuestas con velocidades desiguales. Cuando James Watt descubrió, si un antiparalelogramo tiene su lado largo fijado de este modo,  forma una variante de la conexión de Watt, y el punto medio del lado largo libre se localizará en una lemniscata o curva con forma de ocho. Para el antiparalelogramo formado por los lados y diagonales de un cuadrado, describe una lemniscata de Bernoulli.
El antiparalelogramo es un elemento importante en el diseño del mecanismo inversor de Hart, una conexión que (como la conexión de Peaucellier–Lipkin) puede convertir un movimiento rotativo directamente en un movimiento lineal. Un antiparalelogramo articulado también suele conectar los dos ejes de los vehículos de cuatro ruedas, restringiendo el radio de torsión relativo de la suspensión del vehículo dejando girar un solo eje. Un par de antiparalelogramos acoplados son utilizados en una conexión ideada por Alfred Kempe como parte de su teorema de universalidad que declara que cualquier curva algebraica puede ser trazada por las rótulas de una conexión definida al efecto. Kempe llamó al sistema de antiparalelogramos acoplados un "multiplicador", utilizándose para multiplicar un ángulo por un número entero.

## Mecánica celeste
En el problema de n-cuerpos, el estudio de los movimientos de masas puntuales sometidos a la ley de Newton de la gravitación universal, pueden ser soluciones de algunas configuraciones en las que todos los cuerpos roten alrededor de un punto central como si estuvieran rígidamente conectados unos a otros. Para el caso de los tres cuerpos,  hay cinco soluciones de este tipo, dadas por los cinco puntos lagrangianos. Para cuatro cuerpos, con dos pares de cuerpos con masas iguales, la evidencia numérica indica que existe una familia continua de configuraciones centrales, relacionadas mediante el movimiento de un antiparalelogramo articulado.